# II. Caius Iulius Caesar
Caius Iulius Caesar Caius Iulius Caesar fia. Quintus Martius Rex consul testvérét, Martia Reginát vette feleségül. Gyermekei Caius Iulius Caesar, Sextus Iulius Caesar és Iulia Caesaris. Ez utóbbi leány Caius Marius felesége lett.
Idősebb Plinius szerint torokrákban halt meg.

## Fordítás
- Ez a szócikk részben vagy egészben  a   Gaius Julius Caesar II című angol Wikipédia-szócikk fordításán alapul.  Az eredeti cikk szerkesztőit annak laptörténete sorolja fel. Ez a jelzés csupán a megfogalmazás eredetét és a szerzői jogokat jelzi, nem szolgál a cikkben szereplő információk forrásmegjelöléseként.